# Girls & Gods

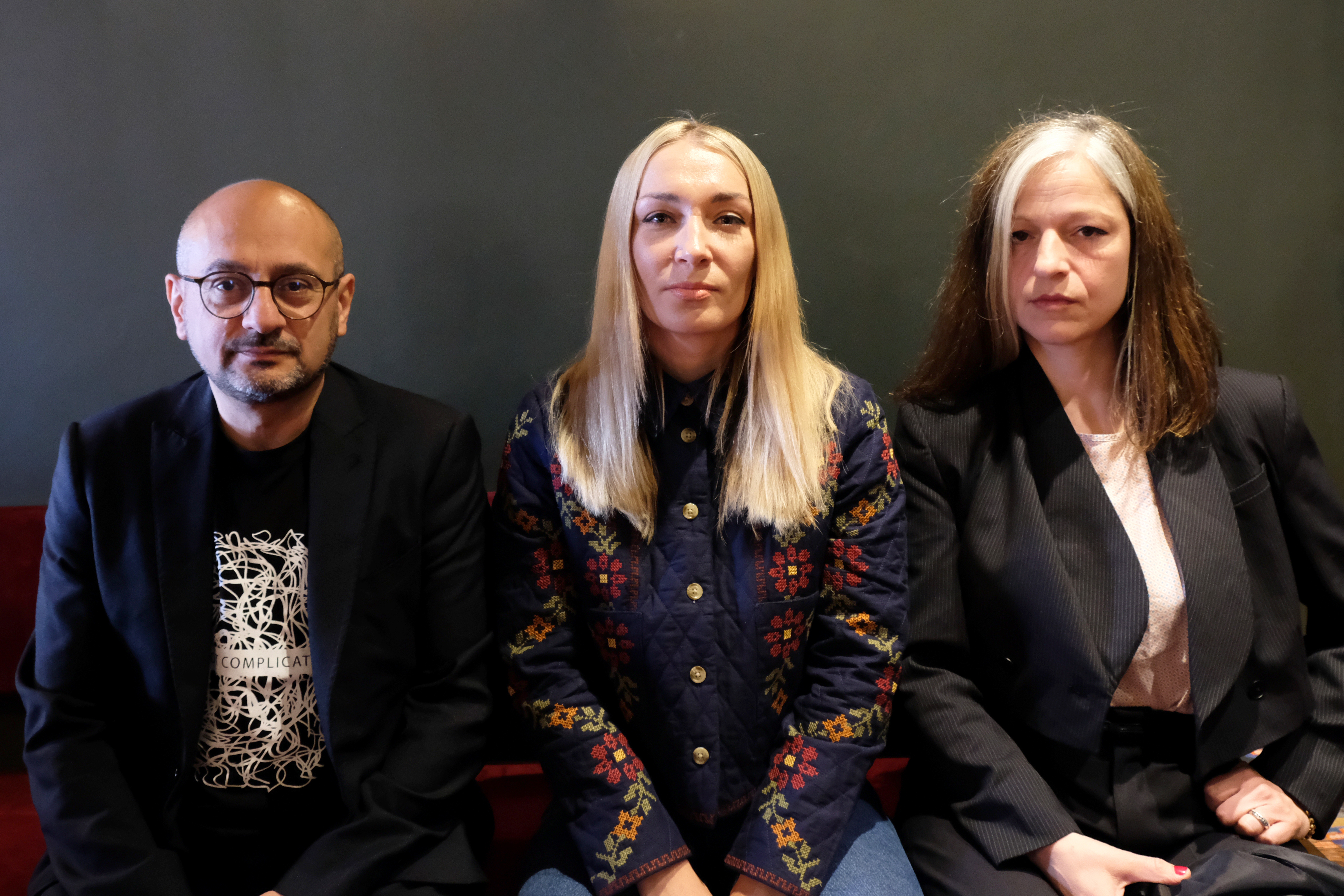
Arash T. Riahi, Inna Schewtschenko und Verena Soltiz (2025)

Girls & Gods ist ein österreichisch-schweizerischer Dokumentarfilm in der Regie von Arash T. Riahi und Verena Soltiz aus dem Jahr 2025. Er feierte seine Weltpremiere beim Kopenhagener Dokumentarfilmfestival CPH:DOX in der Sektion Menschenrechte am 23. März 2025. Der Film entstand nach einer Idee der ukrainischen Femen-Aktivistin Inna Schewtschenko, die sowohl die Protagonistin ist als auch für das Drehbuch verantwortlich zeichnete. Er befasst sich mit dem Verhältnis monotheistischer Religionen zum Feminismus und thematisiert auch die islamistischen Anschläge in Kopenhagen im Februar 2015, die unter anderem einer Veranstaltung galten, bei der Schewtschenko zu Gast war.

## Handlung
Girls & Gods untersucht die komplexe Beziehung zwischen Religion und Frauenrechten. Protagonistin und Autorin des Films ist die ukrainische Femen-Aktivistin Inna Schewtschenko. Sie begibt sich auf eine internationale Recherchereise in Europa und den USA, in deren Verlauf sie mit einer Vielzahl von Frauen spricht – darunter feministische Aktivistinnen, religiöse Feministinnen, Theologinnen und gläubige Frauen verschiedener Konfessionen. Ihr Ziel ist es, unterschiedliche Perspektiven zur Vereinbarkeit von Glaube und feministischen Werten zu sammeln.
Im Verlauf der Dokumentation werden sowohl Konflikte als auch Gemeinsamkeiten thematisiert, insbesondere im Hinblick auf patriarchale Strukturen in religiösen Institutionen. Der Film zeigt Frauen, die innerhalb ihrer Glaubensgemeinschaften für Reformen eintreten, ebenso wie solche, die Religion grundsätzlich ablehnen.
Zu Beginn von Girls & Gods steht ein historischer Filmausschnitt vom 17. August 2012, als Inna Schewtschenko, nur mit roten Hotpants bekleidet, im Rahmen einer Solidaritätsaktion mit der russischen Band Pussy Riot und als Protest gegen die russisch-orthodoxe Kirche mit einer Motorsäge ein großes Holzkreuz im Zentrum von Kiew umsägte.
Schewtschenko trifft im Verlauf des Films auf die erste weibliche Imamin Seyran Ateş, die Initiatorin der liberalen und LGTBQ+-freundlichen Ibn-Rushd-Goethe-Moschee in Berlin, auf eine Schweizer Gruppe feministischer Theologinnen, die eine Frauenbibel verfasst hat, die katholische Pro-Choice-Bewegung in New York und die römisch-katholische Frauenpriesterinnenbewegung in Linz. Weiter werden zahlreiche feministische Kunstwerke und Künstlerinnen gezeigt oder zitiert. So die französische Karikaturistin Corinne Rey (Coco), die den Anschlag auf Charlie Hebdo im Jahr 2015 überlebte, und die kenianisch-somalische Lyrikerin Halima Salat, die in ihren Gedichten die Existenz eines rein männlichen Gottes in Frage stellt. Auch religiöse Bekleidungsvorschriften für Frauen, etwa die Verpflichtung zum Tragen des Hidschāb, werden thematisiert: Die französische Rapperin Modern GEAIsha (Nicolle Rochelle) rappt Take It Off Now und die iranisch-amerikanische Journalistin und Feministin Masih Alinejad kommt zu Wort, die Frauen in Iran unterstützt, die öffentlich ihr Kopftuch ablegen, um gegen die Unterdrückung durch die Scharia-Gesetze zu protestieren.
Am Ende des Films trifft Schewtschenko auf die russische Aktivistin Nadeschda Tolokonnikowa von Pussy Riot. Im Gespräch lassen sie die Anfänge der beiden großen feministischen Bewegungen in Osteuropa, an denen sie beteiligt waren, Revue passieren. Nadeschda Tolokonnikowa spricht über die Anklage der russischen Punkband wegen Rowdytums im Jahr 2012 nach der Performance Punk Prayer in der Christ-Erlöser-Kathedrale in Moskau: „Ein Grund dafür, dass sie mich ins Gefängnis gesteckt haben, war, dass ich eine Feministin war. Sie waren der Auffassung, dass der Feminismus der russisch-orthodoxen Kirche feindlich gegenübersteht. Deshalb durfte ich während der sechs Monate in Haft nur die Bibel lesen“.

## Hintergrund
Drehbeginn von Girls & Gods war am 20. August 2022, erste Ideen tauschten Inna Schewtschenko und das Regieteam jedoch bereits vor dem Beginn der Covid-19-Pandemie und den damit verbundenen Reiserestriktionen aus. Der Film wurde in 19 Drehtagen vor allem im Zeitraum von Juni 2023 bis April 2024 in Deutschland, Frankreich, Israel, USA, UK und Österreich abgedreht. Filmförderung kam vom Österreichischen Filminstitut, dem Filmfonds Wien, Filmstandort Austria und dem Bundesministerium für Kunst, Kultur, öffentlichen Dienst und Sport unter Beteiligung der Fernsehsender ORF, RSI und SRG SSR. Die Firma Golden Girls in Kooperation mit Amka Films verantwortete die Produktion.

## Rezeption
Karin Schiefer beschreibt Girls & Gods im österreichischen Filmportal austrianfilms.com als Debattenfilm, der keine eindeutigen Antworten liefere, sondern vielmehr dazu anrege, bestehende Machtstrukturen zu hinterfragen und den Dialog zwischen unterschiedlichen Weltanschauungen zu fördern. „Dialog statt Dogma ist der Grundton eines Versuchs, den Blick für Pluralität als einzigen Vektor zur gesellschaftlichen Veränderung zu schärfen.“
Marina D. Richter findet in ihrer Besprechung auf ihrem Blog ubiquarian.net, dass „es viel zu viele Sous-Chefs in Inna Schewtschenkos geschäftiger Küche“ gebe. Sie seien zwar „alle charismatisch“, aber der Film böte „kaum Gelegenheit, sie kennen zu lernen“. Girls & Gods könne jedoch „als digitaler Katalog zeitgenössischer feministischer Stimmen bezeichnet werden und als goldenes Beispiel dafür, wie Menschen miteinander kommunizieren sollten“.

## Kunstwerke im Film (Auswahl)
Im Film sind feministische Kunstwerke und Performances zu sehen, darunter Installationen in sakralen Räumen, die feministische Botschaften vermitteln.
- Ina Loitzl: Monstramus, Performance im Museum Moderner Kunst Kärnten
- Ina Loitzl: Lingua – sprachlos, Performance im Klagenfurter Dom
- Rada Akbar: Invisible Captivity, Fotoserie im Espace des Femmes, Paris
- Assad Bina Khani: I am a woman Do you understand, Comic
- Bissane al Charif: Pianola, Werkzyklus
- Layla Essayadi: The Women of Morrocco: La Grande Odalisque, Sammelausstellung in der Lehman College Art Gallery, New York
- Werke von Klara Kuchta
- Erre: Aborto Libre, Comic-Serie
- Hagit Hollander Shimoni: Visual Prayer, Installation im Jüdischen Museum Berlin